# Hold On (Rod Stewart)
Hold On è un singolo del cantautore rock britannico Rod Stewart, pubblicato il 15 ottobre 2021 come secondo estratto dall'album The Tears of Hercules.

## Descrizione
Il brano è un invito a "tenersi stretto" (hold on) ciò che si ha, in particolar modo i propri affetti e la propria famiglia ("Tieni i tuoi cari al sicuro, tieni la tua famiglia vicina | Tieni i tuoi figli al tuo fianco"). Sono inoltre presenti alcuni appelli alla giustizia sociale (come "Con le città divise e i senzatetto che gridano | Uguaglianza per tutti un giorno" e "E che quei vagabondi | Sentano i raggi della giustizia").